# Pontechianale
Pontechianale (en français Pont ; en occitan Lo Pont e La Chanal ; en piémontais Pontcianal) est une commune italienne de la province de Coni, dans la région du Piémont.

## Géographie
Pontechianale est la commune la plus haute de la vallée de la Varaita (la Val Varaita, en italien). Elle se situe à frontière franco-italienne, sur la route du col Agnel. Elle fait partie de l'Occitanie.
En 1942 est construite une digue au niveau de Castello permettant la formation d'un lac et la production d'électricité. Dans les années quarante, l'ancien hameau "frazione Chiesa", qui se trouvait à l'emplacement actuel du lac, a été évacué. De nouvelles habitations ont été créées et regroupées sous le même nom de "frazione Chiesa". En hiver, lorsque le lac est vidé, il encore possible de voir quelques vestiges de ces habitations.

## Culture
Les langues parlées sont l'italien et le piémontais.

## Sport
La commune est un point de départ pour diverses randonnées, notamment pour la montée et le tour du mont Viso (Monviso, en italien).
Divers refuges se trouvent à proximité : 
- Rifugio Vallanta (2 430 m) ;
- Rifugio Gagliardone (2 450 m) ;
- Rifugio Savigliano (1 743 m) ;
- Rifugio Alevè (1 580 m) ;
- Rifugio Grongios Martre (1 736 m).

## Fêtes et événements commémoratifs
- 22 juillet : Fête patronale sainte Marie Madeleine / Festa patronale S. M. Maddalena, Maddalena
- 5 août : Fête de sainte Délibérée / Festa di S. Deliberata, Villaretto
- 10 août : Fête de saint Laurent / Festa di S. Lorenzo, Chianale
- 15 août : Fête de l'Assomption / Festa dell'Assunta, Castello
- 16 août : Fête de saint Roch / Festa di S. Rocco, Genzana
- 17 août : Fête du puits / Festa del pozzo, Forest (fête récente, mise en place pour célébrer la rénovation et remise en marche du puits et du four des habitants du Forest).

## Administration
| Période                                  | Période     | Identité      | Étiquette     | Qualité |
| ---------------------------------------- | ----------- | ------------- | ------------- | ------- |
| 30 mars 2006                             | 6 juin 2016 | Alfredo Campi | centre-gauche |         |
| Les données manquantes sont à compléter. |             |               |               |         |

### Hameaux
Pontechianale est divisée en "franzioni" : Maddalena (chef-lieu/capoluogo), Castello, Villaretto, Rueite, Genzana, Forest, Chianale

### Communes limitrophes
Bellino, Châteaudauphin, Crissolo, Oncino en Italie.
Saint-Véran, Molines-en-Queyras, Abriès-Ristolas et Saint-Paul-sur-Ubaye en France.

## Patrimoine
- Château de Pontechianale ou de La Bâtie-du-Pont, bâtie du XIVe siècle[2].
- Le "Museo del Costume e dell'artigianato tessile" ouvert en 2009 à Chianale, expose les costumes traditionnels de la commune.